# Самохин, Валерий Борисович
Валерий Борисович Самохин (8 июля 1947, Каменка-Днепровская, Запорожская область — 27 февраля 2015, Киев) — советский футболист, вратарь. Известен благодаря выступлениям за киевское «Динамо», московский «Локомотив» и ряд украинских клубов. Обладатель Кубка СССР (1974), призёр чемпионатов страны. Мастер спорта СССР (1972).

## Биография
Воспитанник запорожского футбола, первые тренеры — В. Д. Непечий и В. О. Храпов. В юношеском возрасте играл на позиции нападающего, однако позже переквалифицировался во вратаря. Вызывался в юношескую сборную СССР под руководством Евгения Лядина. С 1966 года — в составе запорожского «Металлурга», однако в основной состав команды пробиться так и не сумел.
В возрасте 22 лет был призван в армию, во время службы выступал за одесский СКА, где провел два сезона. Особенно удачным было его выступление во второй группе класса «А» (1968). В этом сезоне его показатель пропущенных голов составил меньше одного за матч: у 29 играх он пропусти 23 гола.
Отслужив положенные два года, Самохин вместе с тренером Анатолием Зубрицким переехал в Кривой Рог, где продолжил выступления в «Кривбассе».

## Достижения
- Обладатель Кубка СССР: 1974
- Финалист Кубка СССР: 1973
- Серебряный призёр чемпионата СССР (2): 1972 , 1973
- Чемпион 1 зоны второй лиги чемпионата СССР: 1971
- Мастер спорта СССР (1972)